# John Blenkinsop

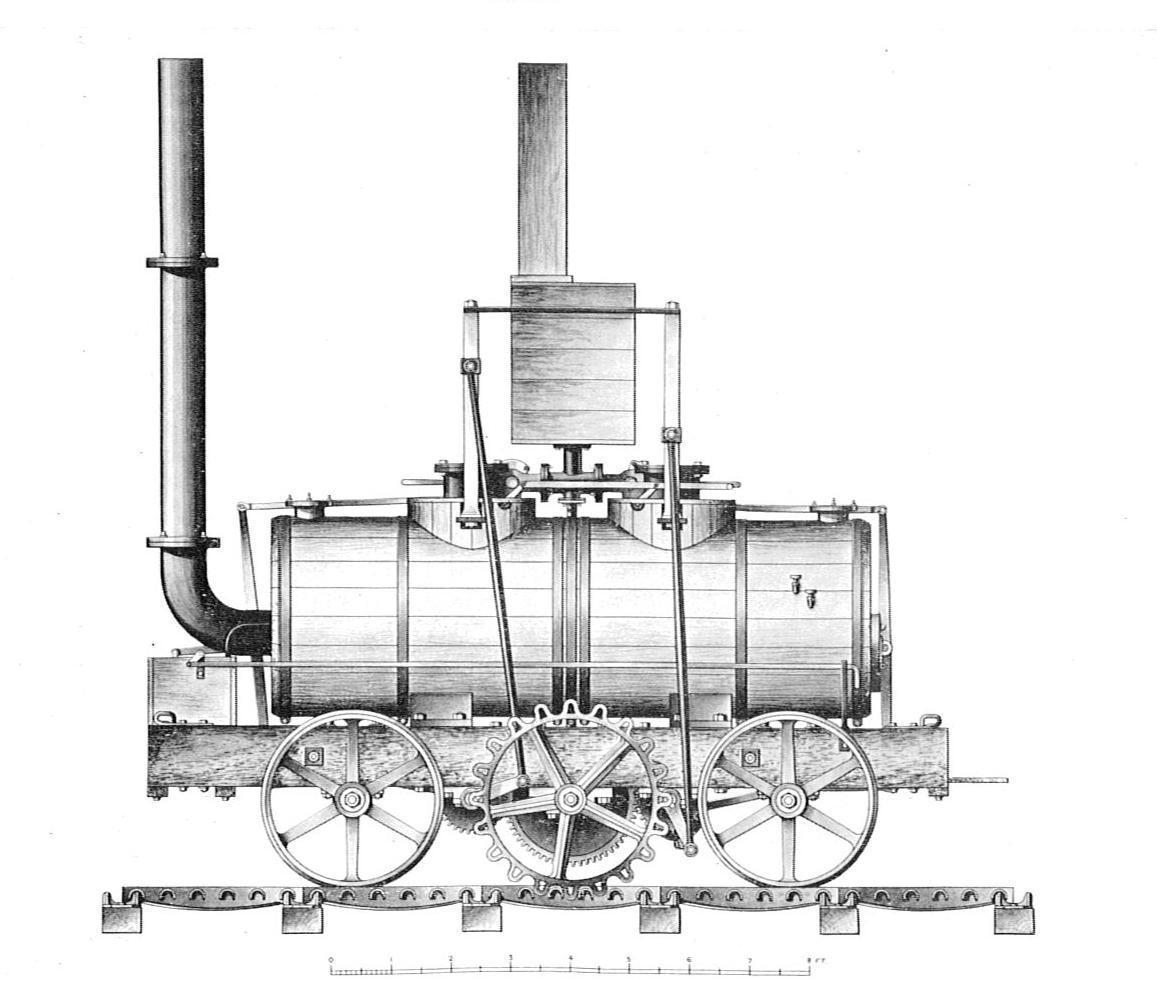
Blenkinsops Salamanca

John Blenkinsop (* 1783 in Felling, County Durham; † 22. Januar 1831 in Leeds) war ein englischer Bergingenieur. Er arbeitete als Grubenbetriebsleiter in Middleton und wurde durch die Erfindung der Zahnradbahn bekannt.

## Die Lokomotiven auf der Middleton Railway
Nach Abschluss der üblichen Ausbildung zum Bergingenieur wurde John Blenkinsop 1808 zum Verwalter (engl. Viewer oder Steward) der Kohlengruben von Charles John Brandling in Middleton bei Leeds bestellt und erfüllte diese Aufgabe bis zu seinem Tod 1831. Zu den Kohlengruben gehörte auch die 1758 erbaute Pferdebahn (tram way) von Middleton zum Fluss Aire in Leeds, über die Blenkinsop ebenfalls die Aufsicht zu übernehmen hatte. Diese Bahn, die Middleton tram way, die zum Teil heute noch als Museumsbahn betrieben wird, hatte damals eine Spurweite von vier Fuß und einem Zoll (1,245 m).

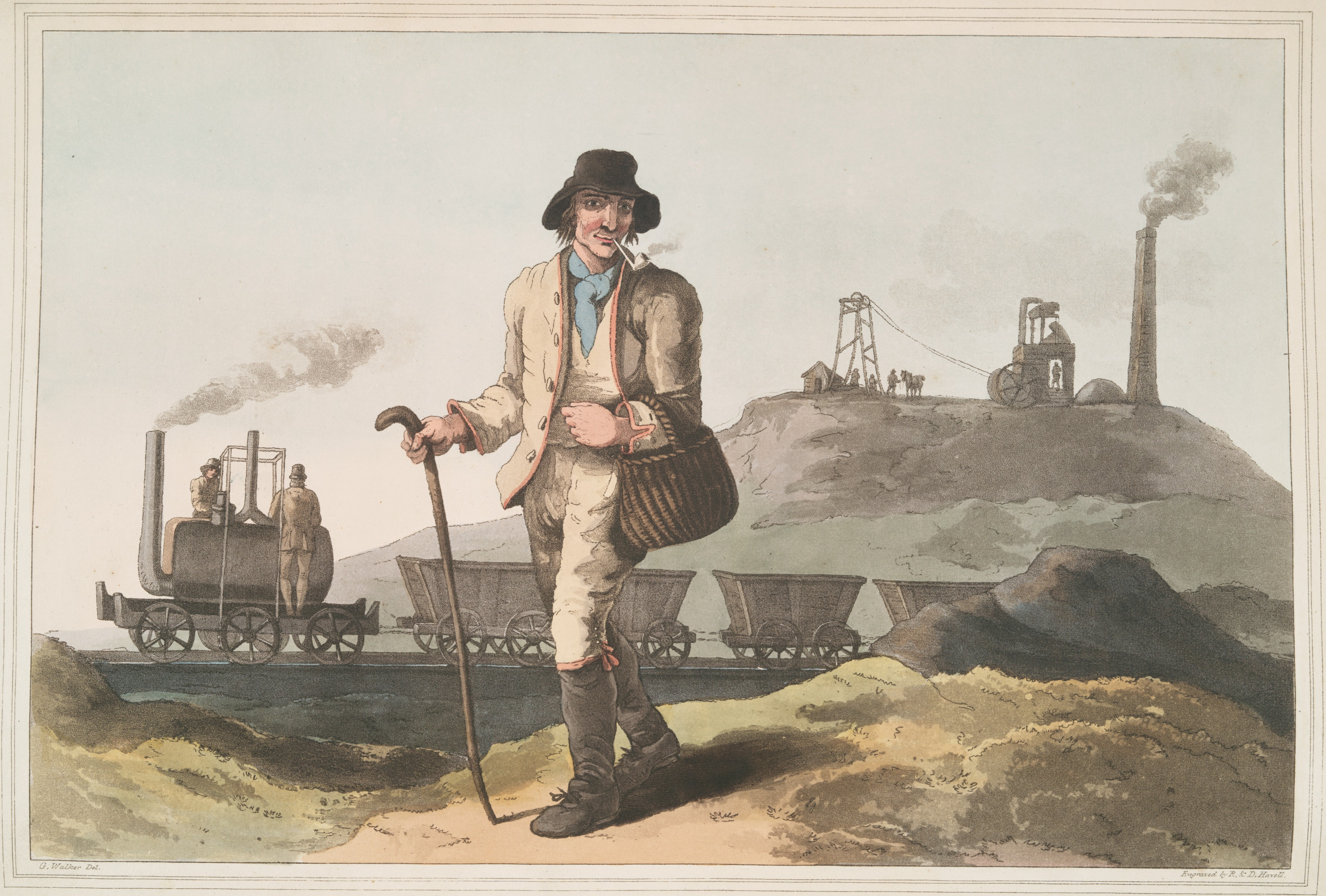
The Collier – das Gemälde von Robert Havell (1814) zeigt die Lokomotive Salamanca auf der Middleton Railway bei Leeds.

Die extrem große Pferdeknappheit veranlassten Blenkinsop 1811 zu einem erneuten Versuch, mit Hilfe von Dampflokomotiven die Kohlen des Bergwerks zu den Landungstellen der Schiffe am Fluss Aire zu transportieren. Den Bau der von ihm gewünschten Maschinen übertrug er Matthew Murray von der Firma Fenton, Murray & Wood in Holbeck (heute zu Leeds), der damals zweitgrößten Dampfmaschinenfabrik der Welt. Diese Lokomotiven baute Murray, mit dem Blenkinsop bereits 1808 erstmal Kontakt aufgenommen hatte, nach den Bauplänen und Patenten von Richard Trevithick (der für jede der Lokomotiven eine Lizenzgebühr von 30 £ (2025: rund 2.317 £) erhielt). Da bei den bisherigen Versuchen mit „travelling engines“ (d. h. mit Lokomotiven) unter dem Gewicht der Maschinen die üblichen gußeisernen Schienen der pferdebetrieben Kohlenbahnen binnen kürzester Zeit zerbrachen, forderte Blenkinsop von Murray den Bau einer möglichst leichten Maschine. Da sich dadurch zwangsläufig auch das Reibungsgewicht der Lokomotive verringerte, sollte der Antrieb durch einen besonderen Zahnradantrieb sichergestellt werden, den Blenkinsop eigens für diesen Zweck entworfen hatte und für den er am 10. April 1811 ein Patent erhielt.
Im Frühjahr 1812 lieferte die Firma Fenton, Murray & Wood die ersten beiden Lokomotiven, „Prince Regent“ und „Salamanca“. Am 24. Juni 1812 nahmen die beiden Maschinen auf der inzwischen mit einem Zahnradgestänge ausgerüsteten Pferdebahn des Bergwerks den Betrieb auf. Die beiden Maschinen waren sehr erfolgreich und blieben solange in Betrieb, bis die Firma Brandling, zu der die Kohlengruben gehörte, 1834 in Konkurs ging. Die Maschinen zogen in den ersten Jahren üblicherweise 27 Kohlenwaggons (chaldrons) mit einem Zuggewicht von etwa 100 bis 110 Tonnen mit einer Geschwindigkeit von etwa 6 – 7 km/h. Ein Jahr später folgten noch die beiden Lokomotiven „Lord Wellington“ und „Marquis Wellington“. Obwohl die vier Maschinen nicht einmal 5 Tonnen wogen, zogen sie doch Züge von bis zu 38 Kohlewagen mit einem Zuggewicht von 140 Tonnen mit einer Geschwindigkeit von rund 6 km/h. Die vier Lokomotiven ersetzen zusammen insgesamt 52 Pferde und mehr als 200 Männer und galten deshalb als „großer Erfolg“.
Die Lokomotiven von Blenkinsop waren die ersten kommerziell erfolgreichen Dampflokomotiven. Bis zum Ende der Bahn in Middleton (1834) kamen deshalb auch aus dem Ausland zahlreiche Besucher nach Leeds und nach Middleton, um die Lokomotiven im Betrieb zu sehen (darunter war 1816 auch der spätere russische Kaiser Nikolaus). Der große Erfolg der Maschinen und der reibungslose Betrieb sprachen sich rasch herum und dies hatte nicht nur einen großen Einfluss auf die Einführung von Lokomotiven bei den anderen Kohlengruben in Nordengland, sondern auch auf die Gründer sowohl der Stockton and Darlington Railway als auch der Liverpool and Manchester Railway, die zumeist Geschäftsleute und keine Ingenieure waren.
Diese Lokomotiven dienten auch als Vorbild für die Dampfwagen der Königlichen Eisengießerei Berlin, der ersten in Deutschland hergestellten Dampflokomotiven.

## Die Lokomotiven auf anderen Bahnen
Nach ihrer Fertigstellung wurde die Lokomotive „Lord Wellington“ im Herbst 1813 zuerst einige Zeit an John Watson verliehen, einen Freund von Blenkinsop, um auf dem Kenton & Coxlodge tramway bei Newcastle ausprobiert zu werden. Im Jahr 1814 lieferten Fenton, Murray & Wood 1814/15 zwei etwas größere Maschinen an diese Bahn. Mindestens zwei  weitere Lokomotiven nach dem System von Blenkinsop wurden zwischen 1812 und 1816 von Robert Daglish in der „Haigh Foundry“ für die Grubenbahn Orrell Zeche bei Wigan (in Lancashire) gebaut. Wegen ihrer „Herkunft“ aus Leeds wurden die Lokomotiven als „Yorkshire Horses“ bezeichnet. Auch diese Maschinen bewährten sich und waren bis etwa 1835 im Einsatz.

## Notizen zur Familie von John Blenkinsop
Der Sohn von John Blenkinsop, John Stanley Blenkinsop, ging nach Braunschweig, baute ab 1838 die Bahnwerkstatt auf und arbeitete auch als Lokführer. Es entwickelte sich eine Zusammenarbeit von Blenkinsop mit der Eisengießerei von Georg Egestorff.

## Nachweise und Anmerkungen
1. ↑  auf seinem Grabstein in Leeds wird Blenkinsop als „steward“ bezeichnet. Das deutet darauf hin, dass er nicht nur Verwalter (viewer) der Kohlengruben in Middleton war, sondern dass er der Verwalter sämtlicher Liegenschaften der Familie Brandling im Gebiet um Leeds war.
2. ↑  Biographische Daten nach: T. Seccombe: John Blenkinsop. In: Dictionary of National Biography. Supplement 1901 (1901)
3. ↑  D. Joy: A Regional History of the Railways of Great Britain. Volume 8: West- and South Yorkshire. 1975, S. 30. Der „Middleton Tram Way“ war bereits 1758 erbaut worden; er hatte eine Länge von rund 7 km und führte von den Kohlengruben in Middleton zu Landungsbrücken am Fluss Aire in Leeds
4. ↑  durch die napoleonischen Kriege waren zu jener Zeit in Großbritannien die Preise für Pferde und Pferdefutter um ein Vielfaches der vor den Kriegen üblichen gestiegen
5. ↑  Matthew Murray ist somit der eigentliche Konstrukteur der Lokomotiven von Blenkinsop. Murray war neben Richard Trevithick einer der wichtigsten Pioniere der modernen „Hochdruck-Dampfmaschinen“, d. h. der Dampfmaschinen mit einem Dampfdruck von mehr als einer Atmosphäre; Murray erfand u. a. die Dampfschieber-Steuerung (Muschelschieber) und er baute als erster Dampfmaschinen mit um 90° versetzten Antriebskurbeln. Murray kannte Trevithick und er hatte auch dessen Lokomotive 1805 in Gateshead in Betrieb gesehen (ob Blenkinsop die Lokomotive von Gateshead, die in kurzer Zeit die Schienen, auf der sie fuhr, zermalmte, ebenfalls mit eigenen Augen gesehen hat, ist nicht unwahrscheinlich, aber in der Forschung umstritten).
6. ↑  nach Boulton & Watt in Birmingham, welche die Dampfmaschinen von James Watt herstellte
7. ↑  mit einem Flammrohrkessel, zwei stehenden Zylindern mit Blasrohr; vgl. C.F. Dendy Marshall: History of the Railway Locomotive down to the End of the Year 1830. 1953; J.G.H. Warren: A Century of Locomotive Building by Robert Stephenson & Co. 1823–1923. 1923 (Nachdruck 1970), S. 9ff; A. Burton: The Rainhill Story. 1970, S. 7ff; W.W. Tomlinson: History of the North Eastern Railway. 1914 (Nachdruck 1987), S. 21ff.
8. ↑  A. Burton, Richard Trevithick, 2000, S. 99.
9. ↑  die spätere Legende, die sich teilweise bis heute gehalten hat, Blenkinsop und Murray, die beide begabte Ingenieure waren, hätten die technisch-physikalischen Grundlagen der Lokomotive nicht verstanden und die Reibungsgesetze überhaupt nicht gekannt, geht vermutlich auf die Darstellung von Blenkinsop in der ersten Biographie von George Stephenson von Samuel Smiles zurück, dessen Autor sich in seinem Buch durchgehend bemühte, seinen „Helden“, also George Stephenson, als den alleinigen Erfinder der Dampflokomotive zu stilisieren. Im Übrigen hatte sich bereits Galilei mit den Reibungskräften beschäftigt und nicht wenige Physiker der darauffolgenden Jahrhunderte machten zahlreiche Versuche zur Aufklärung dieser Kräfte. Das bis heute gültige Reibungsgesetz (F = µ × N) veröffentlichte Charles Augustin de Coulomb im Jahr 1785 und unterschied in seiner Darstellung bereits zwischen statischer und kinetischer Reibung. Zwischen 1786 und 1795 erschienen auch in Großbritannien mehrere Studien von Samuel Vince über die Reibung. Außerdem führten in diesem Land zwischen 1798 und 1806 mehrere Ingenieure Versuche über die „rollende Reibung“ durch, und von diesen waren Richard Trevithick und John Rennie nur die bekanntesten (eine ausführliche Darstellung zur Geschichte der Erforschung der Reibungsgesetze findet sich in: Peter J. Blau: Friction Science and Technology. 2002). Um 1810 waren die Gesetze über die Reibungskräfte bei den Ingenieuren Großbritanniens deshalb weitgehend Allgemeingut. Bei den weiteren Versuchen der Eisenbahnpioniere ging es somit nur noch darum, den genauen Wert von µ bei der Reibung von gußeisernen Rädern auf verschieden geformten gußeisernen Schienen festzustellen (µ bezeichnet den spezifischen Reibungskoeffizienten)
10. ↑  bei reinem Adhäsionsbetrieb (d. h. mit Lokomotiven ohne Zahnradantrieb) hätte die Lokomotive bei den (bekannten) Reibungswerten der damaligen gußeisernen Schienen und den vorhandenen Steigungen der Bahnstrecke wesentlich schwerer sein müssen, um einen Zug, der achtundzwanzigmal schwerer war als das Eigengewicht ziehen zu können. Keine der Schienen, die es zu jener Zeit gab, hätte eine derartige Last getragen.
11. ↑  T. Seccombe: John Blenkinsop. In: Dictionary of National Biography. Supplement 1901 (1901)
12. ↑  W.W. Tomlinson: History of the North Eastern Railway. 1914 (Nachdruck 1987), S. 22ff.
13. ↑  da diese Bahn nahe der Wohnung von Georg Stephenson vorbeiführte, sah dieser die Lokomotive im Einsatz und wurde von ihr angeregt (R.T.C. Rolt, George and Robert Stephenson, 1960, S. 45).
14. ↑  W.W. Tomlinson: History of the North Eastern Railway. 1914 (Nachdruck 1987), S. 23.
15. ↑  ob es sich bei der dritten Lokomotive, die zu jener Zeit auf der Grubenbahn zum Einsatz kam, um eine Lokomotive nach dem Blenkinsop System handelte oder nicht, ist umstritten
16. ↑  G.O. Holt: A Regional History of the Railways of Great Britain. Volume 10: The North West. 1978, S. 30.
17. ↑  Wilhelm M. Wunderlich: Die erste Deutsche Staatseisenbahn. 1987, S. 25.

| Personendaten    | Personendaten                                                                  |
| ---------------- | ------------------------------------------------------------------------------ |
| NAME             | Blenkinsop, John                                                               |
| KURZBESCHREIBUNG | englischer Grubenbetriebsleiter und Bergingenieur und Erfinder der Zahnradbahn |
| GEBURTSDATUM     | 1783                                                                           |
| GEBURTSORT       | Felling, County Durham                                                         |
| STERBEDATUM      | 22. Januar 1831                                                                |
| STERBEORT        | Leeds                                                                          |